# Moskalenskij rajon
Il Moskalenskij rajon (in russo Москаленский район?) è un rajon dell'Oblast' di Omsk, nella Russia asiatica; il capoluogo è Moskalenki. Istituito nel 1935, ricopre una superficie di 2.500 chilometri quadrati e consta di una popolazione di circa 32.000 abitanti.